# Eddy Van Lancker
Eddy Van Lancker (Kortrijk, 22 april 1956) is een Belgisch syndicalist voor het Algemeen Belgisch Vakverbond (ABVV).

## Levensloop
Eddy Van Lancker werd geboren als derde kind in een gezin met zes kinderen. Zijn vader was metaalarbeider en zijn moeder huisvrouw. Op zijn veertiende begon hij te werken bij  tapijtfabrikant Prado. Aldaar nam hij tevens zijn eerste syndicale taken op zich, zo was hij van 1978 tot 1989 vakbondsafgevaardigde in het bedrijf en zetelde hij in de ondernemingsraad (OR) en het comité voor preventie en bescherming op het werk (CPBW).
In 1989 werd hij verkozen tot regionaal secretaris van de ABVV-centrale Textiel, Kleding en Diamant (TKD) voor Midden- en Zuid-West-Vlaanderen. Deze functie oefende hij uit tot 2001. In dat jaar werd hij verkozen tot algemeen secretaris van ABVV West-Vlaanderen. In deze functie vertegenwoordigde hij het provinciaal ABVV in diverse socio-economische raden zoals de Gewestelijke Ontwikkelings Maatschappij (GOM), de Provinciale Ontwikkelingsmaatschappij (POM), het Erkend Regionaal Samenwerkingsverband (ERSV), het Regionaal Economisch Sociaal Overlegcomité (RESOC) en de Sociaal-Economische Raad van de Regio (SERR).
In 2006 werd hij op het federaal ABVV-congres aangesteld tot federaal secretaris. In die hoedanigheid is hij lid van het federaal secretariaat en het federaal bureau. Tevens is hij lid van de gewestelijke equivalenten, met name van het secretariaat en bureau van het Vlaams ABVV.  Als federaal secretaris van het ABVV zetelt hij in diverse socio-economische beheerscomités zoals de Rijksdienst voor Arbeidsvoorziening (RVA), de Hulpkas voor Werkloosheidsuitkeringen (HVW), de Rijksdienst voor Jaarlijkse Vakantie (RJV), het Fonds Sluitingen Ondernemingen (FSO) en de Kruispuntbank van Ondernemingen (KBO). Daarnaast is hij lid van de Algemene Vergadering van het Rijksinstituut voor Ziekte- en Invaliditeitsverzekering (RIZIV) en is hij ondervoorzitter van de Provinciale Ontwikkelingsmaatschappij West-Vlaanderen. In 2013 ging hij op brugpensioen, hij werd opgevolgd als federaal secretaris door Jef Maes.
Bij de Europese verkiezingen van 2014 was hij lijstduwer op de sp.a-kieslijst. Hij behaalde 24.211 voorkeurstemmen, maar werd niet verkozen.
Hij is de schoonzoon van Georges Derieuw.